# (4934) Rhôneranger
(4934) Rhoneranger – planetoida z pasa głównego asteroid okrążająca Słońce w ciągu 5,21 lat w średniej odległości 3 j.a. Odkrył ją Edward Bowell 15 maja 1985 roku w stacji Anderson Mesa należącej do Lowell Observatory. Nazwa planetoidy pochodzi od Randalla Grahma – właściciela winnicy Bonny Doon Vineyard koło Santa Cruz (Kalifornia) i producenta win, należącego do grupy winiarzy o nazwie Rhone Rangers.